# Exocentrus ussuricus
Exocentrus ussuricus là một loài bọ cánh cứng trong họ Cerambycidae.